# اسپلیش اسپلش (ترانه)
اسپلیش اسپلش (انگلیسی: Splish Splash) ترانه‌ای از بابی دارین است که در سال ۱۹۵۸ منتشر شد.